# Distrikt Qacha’s Nek

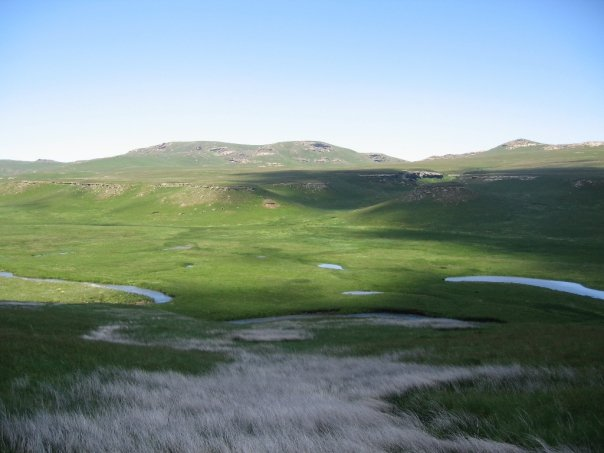
Landschaft im Sehlabathebe-Nationalpark

Der Distrikt Qacha’s Nek [ˈ!ɑtʃɑs nɛk] ist einer von zehn Distrikten des Königreiches Lesotho im südlichen Afrika.

## Geographie
Der Distrikt liegt im Südosten Lesothos. Er ist benannt nach seiner Hauptstadt Qacha’s Nek. Die Stadt wiederum ist benannt nach einem Sohn des Phuthi-Häuptlings Moorosi, Ncatya. Nek stammt aus dem Afrikaans und heißt hier Gebirgspass.
Die Größe des Distrikts Qacha’s Nek beträgt 2349 km², seine Einwohnerzahl 74.566 (Stand 2016). Damit zählt er zu den dünn besiedelten Distrikten Lesothos. Zugleich hat er die niedrigste Einwohnerzahl aller Distrikte.
Siehe auch: Daten der Distrikte Lesothos
Der Distrikt Qacha’s Nek liegt im gebirgigen Teil Lesothos.
Er grenzt im Westen an den Distrikt Quthing, im Nordwesten an den Distrikt Mohale’s Hoek und im Nordosten an den Distrikt Thaba-Tseka. Im Osten und Süden grenzt der Distrikt an die südafrikanischen Provinzen KwaZulu-Natal und Ostkap, zu der es einen Grenzübergang bei dem Ort Ramatšeliso’s Gate gibt. Bis zu seiner Auflösung 1994 grenzte im Süden das Homeland Transkei an den Qacha’s-Nek-Distrikt.

### Klima
Durch die Nähe zum Indischen Ozean und die fast täglich von dort heran ziehenden Wolken ist das Klima im Qacha’s-Nek-Distrikt deutlich gemäßigter und feuchter als in allen anderen Distrikten Lesothos.

### Ortschaften
- Qacha’s Nek, Verwaltungssitz mit Krankenhaus, 1888 gegründet
- Tsoelike, mit geplanter Staumauer als Teil des Lesotho Highland Water Project
- Sehonghong
- Sehlabathebe (deutsch: Schild-Plateau) mit Nationalpark

### Community Councils
Die Community Councils (etwa: Gemeinden) sind Khomo-Phatsoa, Letloepe, Maseepho, Matebeng, Mosenekeng, Patlong, Ramatšeliso, Ratšoleli, Thaba-Khubelu, Thaba-Litšoene und White Hill.

### Der Sehlabathebe-Nationalpark
Der Sehlabathebe-Nationalpark wurde 1969 gegründet. Er ist der einzige offiziell anerkannte Nationalpark Lesothos und Teil des grenzüberschreitenden uKhahlamba-Drakensberg Park, der zum UNESCO-Welterbe zählt. Das Gebiet ist 65 km² groß und liegt im Südostzipfel Lesothos in rund 2450 Metern Höhe. Man findet dort die höchsten Sandsteinformationen des südlichen Afrikas. Das relativ feuchte Klima ermöglicht eine üppige Vegetation. In dem umzäunten Gebiet findet man die meisten Rehantilopen (Pelea capreolus) des Landes. Für Besucher ist eine kleine Lodge vorhanden.

## Geschichte
Der Distrikt Qacha’s Nek wurde erst Mitte des 19. Jahrhunderts von Basotho und Phuthi besiedelt. Vorher lebten ausschließlich San in diesem Gebiet.